# Романченко Іван Юхимович

Могила Івана Юхимовича Романченка на центральному кладовищі Полтави

Рома́нченко Іва́н Юхи́мович (нар.28 жовтня 1923 — пом. 3 липня 1988) — командир гармати 1-го танкового батальйону 63-ї Гвардійської Челябінської Червонопрапорної танкової бригади 10-го гвардійського танкового корпусу 4-ї танкової армії 1-го Українського фронту, Герой Радянського Союзу.

## Біографія
Народився 28 жовтня 1923 на хуторі Півні (нині село Карабазівка Зіньківського району Полтавської області) в бідній селянській родині.
У 1939 році закінчив дев'ять класів Опішнянської середньої школи, в травні 1941 року переїхав у Магнітогорськ, де працював слюсарем у будівельному управлінні. У липні 1943 року пішов добровольцем в Червону армію. На фронті з грудня 1943 року. Воював на 1-му Українському фронті у складі 63-ї гвардійської танкової бригади Челябінського 10-го Уральського добровольчого танкового корпусу.
16 січня 1945 року в районі Войцешув був смертельно поранений командир танка, в екіпажі якого служив Іван Романченко. Гвардії старший сержант Романченко не вагаючись прийняв командування машиною на себе. Вранці 29 січня танк Романченка одним з перших форсував Одер на південь від міста Штейнау, і діючи у головному дозорі, забезпечив просування основних сил. 30 січня Романченко першим увірвався в Штейнау, а 31-го він був в числі перших, що вийшли на околиці в Лапперсдорфа. Машина, що підтримувала вогнем піхоту, була підбита з фауст-патрона. Без зв'язку, в оточенні, на ушкодженій машині танкісти знищили три протитанкові гармати, два бронетранспортери, десять автомобілів, сімнадцять кулеметів, близько 200 солдатів і офіцерів противника.
Газета «Зоря Полтавщини» писала 28 вересня 1945 року:

| «Впевнено гнав німців з нашої священної землі Герой Радянського Союзу Іван Юхимович Романченко, уродженець хутора Півні Опішнянського району. Він одним із перших форсував Одер, одним із перших вдерся у фашистське лігво – Берлін. Тринадцять разів горів він у танку, але ненависть до ворога, любов до Батьківщини перемагали смерть, надавали йому нових і нових сил у боротьбі...» |
Указом Президії Верховної Ради СРСР від 10 квітня 1945 року за мужність і відвагу, проявлені при форсуванні Одера і утриманні плацдарму на його західному березі гвардії старшому сержанту Романченку Івану Юхимовичу було присвоєно звання Героя Радянського Союзу з врученням ордена Леніна і медалі Золота Зірка.
Після штурму Берліна Романченко закінчив війну в Празі. Після війни закінчив курси молодших лейтенантів. Демобілізувався у 1946 році. Жив у Полтаві, працював механізатором, потім диспетчером на номерному радіозаводі. Помер 3 липня 1982 року. Похований на Центральному кладовищі в Полтаві.

## Нагороди
- Медаль «Золота Зірка» Героя Радянського Союзу (№ 5149)
- Орден Леніна
- Орден Вітчизняної війни 1-го ступеня
- Два ордени Червоної Зірки